# Riville
Riville é uma comuna francesa na região administrativa da Normandia, no departamento de Sena Marítimo. Estende-se por uma área de 7,37 km². Em 2010 a comuna tinha 304 habitantes (densidade: 41,2 hab./km²).